# 1917年新赫罗纳飓风
1917年新赫罗纳飓风是1995年的飓风欧帕尔以前吹袭佛罗里达州西北狭长地带的最强热带气旋，也是1917年大西洋飓风季的第四个热带风暴和第二场飓风，最初是9月20日小安的列斯群岛以东海域出现的一场热带风暴。经过群岛后，气旋进入加勒比海，于9月21日达到飓风强度，之后又成为二级飓风，于9月23日登陆牙买加北岸。9月25日清晨，风暴达到四级飓风标准，并在不久后达到最大持续风速每小时240公里的最高强度。飓风当天从古巴比那尔德里奥省东部登陆，此后不久就进入墨西哥湾并略有减弱。气旋回转北上，短暂对路易斯安那州构成威胁，但很快又转朝佛罗里达州前进。9月29日清晨，风暴以持续风速每小时185公里强度从佛罗里达州华尔顿堡滩附近登陆。进入陆地上空后，飓风急剧弱化，转变成温带气旋后于9月30日逐渐消散。
小安的列斯群岛包括多米尼克、瓜德罗普和圣卢西亚在内的多个岛屿遭遇狂风暴雨。飓风对牙买加的香蕉和椰树种植园构成重创，荷兰湾的通讯受到干扰，该岛北半部遭受的破坏最为严重，安东尼奥港有九人遇难。新赫罗纳许多建筑质量很好的建筑也被狂风摧毁，全城仅有十户民房留存。青年岛一共受到价值约200万美元的损失，还有至少20人丧生。比那尔德里奥省部分果园和庄稼毁于一旦。路易斯安那州和密西西比州所受整体影响较小，基本局限于农作物和木材林受损，路易斯安那州有十人淹死。更东面的阿拉巴马州莫比尔有部分树木和房屋的屋顶受损，街道上散落着各种垃圾。佛罗里达州彭萨科拉的通讯中断，许多小船搁浅，多个码头、船坞及船库受到影响。彭萨科拉地区的损失总额估计为17万美元左右。佛罗里达州共有五人死亡，并且全部发生在克雷斯特韦。飓风及其残留还在乔治亚州、北卡罗莱纳州和南卡罗莱纳州产生降水。

## 气象历史
协调世界时9月20日凌晨0点，巴巴多斯东北偏东方向约260公里海域的开放低压槽（可能是东风波）发展成热带风暴。气旋向西北偏西移动并稳步增强，于数小时后从圣卢西亚和马提尼克之间经过小安的列斯群岛。9月21日进入加勒比海后，风暴的强化速度加快，于当天达到现代萨菲尔-辛普森飓风等级下的一级飓风标准，次日又在经过海地蒂布龙半岛（Tiburon Peninsula）期间进一步增强成二级飓风。9月23日晚，气旋吹袭牙买加北岸，然后返回加勒比海。9月24日早上6点左右，风暴在朝西北移动期间达到三级飓风强度并袭击开曼布拉克。9月25日清晨，气旋成为四级飓风。
古巴气象研究所的拉蒙·佩雷斯（Ramón Perez）估计，飓风气压于9月25日中午12点降至928毫巴（百帕，27.4英寸汞柱）的最低值。美国国家飓风中心的研究人员据此推断风暴的最高风力时速为240公里。达到最高强度后不久，风暴掠过青年岛。9月25日下午18点，气旋以最高强度从古巴比那尔德里奥省东部登陆，并在当晚进入墨西哥湾。9月27日清晨，飓风强度回落至三级标准。风暴一度总体朝北面的路易斯安那州东南部逼近，但很快又于次日转向东北。9月29日凌晨2点，气旋以持续风速每小时185公里强度从佛罗里达州华尔顿堡滩附近登陆。进入陆地上空后，飓风急剧减弱，不到12小时就消退成热带风暴，再于9月30日清晨在乔治亚州上空同锋区逐渐融合并转变成温带气旋，风暴残留在约六小时后消散。
飓风的最低气压为928毫巴（百帕，27.42英寸汞柱），是历史上登陆古巴时强度第三高的风暴，仅次于921毫巴（百帕，27.23英寸汞柱）的1924年古巴飓风和915毫巴（百帕，27.02英寸汞柱）的1932年古巴飓风。气旋登陆佛罗里达西北狭长地带时气压低至949毫巴（百帕，28.02英寸汞柱），追平1882年一场飓风所创纪录，直到1995年才被飓风欧帕尔以945毫巴（百帕，27.82英寸汞柱）打破。

## 防灾措施和影响

### 加勒比地区
9月21日，美国国家气象局向背风群岛发布公告，提醒有热带扰动存在。
飓风在东加勒比群岛产生狂风暴雨，牙买加的香蕉和椰树种植园遭受重创，荷兰湾（Holland Bay）的通讯受到干扰，该岛北半部受到的破坏最为严重。安东尼奥港的海关被毁，还有一所酒店严重受损，市内九人丧生。古巴新赫罗纳许多建筑质量很好的建筑也被狂风摧毁，全城变得满目疮痍，仅有十幢民宅依然屹立。某大型种植园内除房屋以外所有的建筑都被摧毁，园内所有的鸡都在风暴中死亡。青年岛各地的损失总额约为200万美元，岛上粮食储备毁于一旦。海上有多艘船只沉没或失踪，导致“多人”丧生。全岛至少有20人遇难，另有报导声称死亡人数高达数百。比那尔德里奥省部分果园和庄稼被毁。救灾机构向当时的古巴总统马里奥·加西亚·梅诺卡尔（Mario García Menocal）和美国请求援助。伯恩赛德酒店的厨房向风暴灾民提供食品。

### 美国

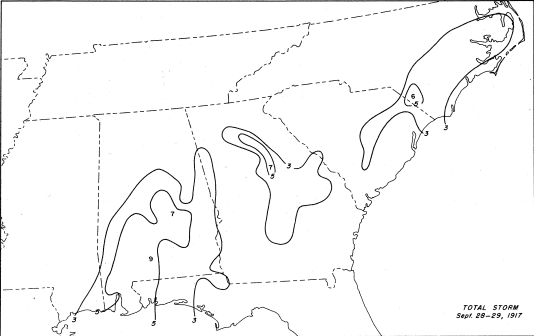
飓风在美国的降水分布

9月23日，西棕榈滩至博卡格兰德（Boca Grande）之间的佛罗里达州沿海地区收到东北风暴警告。9月25日，气象局发布公告，称风暴强度不明，建议墨西哥湾的海上交通维持警戒状态。9月25日，佛罗里达州阿巴拉契科拉至阿拉巴马州莫比尔还接获飓风警告。9月26日，密西西比州帕斯卡古拉至新奥尔良同样收到警告。由于气象部门难以确定气旋动向，警告一度中止，但很快又在风暴开始回转东北后再度生效。9月27至28日，新奥尔良的船只出行取消。飓风从该市东侧经过后，海上交通恢复正常。气旋的移动速度缓慢，因此吹袭美国墨西哥湾沿岸地区的时间晚于预期。
风暴的雨带在普拉克明堂区的布尔伍德（Burrwood）降下160毫米雨量。由于凯瑟琳湖（Lake Catherine）附近的铁轨受到侵蚀，路易斯维尔与纳什维尔铁路（Louisville and Nashville Railroad）变更列车的出行线路。飓风还令路易斯安那州和密西西比州的农作物和木材林受损。路易斯安那州普拉克明堂区的布拉斯（Buras）有多幢建筑在风暴潮冲击下出现位移，从地基上脱落，当地还有一名八岁男童因气旋丧生。“旺纳号”（Wanna）渔船在霍玛附近沉没，又导致九人遇难。比洛克西由于警告及时，捕虾船没有遭受严重损伤。格尔夫波特部分街道暂时禁止汽车及其他交通工具通行。
阿拉巴马州的蒙哥马利降雨量超过125毫米，阿拉巴马河（Alabama River）下游流域因此收到洪水公告。美国陆军的第一次世界大战训练基地谢里登营（Camp Sheridan）内多条街道被淹，积水至少有数英寸深。莫比尔有部分树木倒塌，电话和电报线路受损，导致通讯中断。部分房屋失去屋顶，阳台被狂风刮落。警方切断供电，并拦下街上的车辆。当地没有船只失踪，码头的损伤程度基本可以忽略不计。
佛罗里达州彭萨科拉的通讯中断，但经事后确定，城内的无线电发射塔并未被毁。包括“昆西号”（USS Quincy）在内的多艘小型船只搁浅，多个码头、船坞及船库受损。彭萨科拉地区的损失总额估计为17万美元左右。路易斯维尔与纳什维尔铁路位于该市附近部分路段被2.4米的洪水淹没，还有多座铁路桥梁被冲毁。瓦尔帕莱索的风暴潮有2.3米高。奥卡鲁沙县和圣罗萨县的木材林受到显著破坏，庄稼、建筑和牲畜也受到影响。佛罗里达州西北沿海地区狂风肆虐，杰克逊维尔测得70公里的阵风时速。克雷斯特韦共有五人遇难。除此以外，风暴及其残留还在乔治亚州、北卡罗莱纳州和南卡罗莱纳州产生降水。